# Derek Tsang
Derek Tsang Kwok-cheung (曾 國 祥; nascut el 8 de novembre de 1979) és un director de cinema i actor de Hong Kong. Fill de l'actor Eric Tsang, Tsang va començar a la indústria cinematogràfica de Hong Kong treballant per al director Peter Chan Ho-Sun després de graduar-se a la Universitat de Toronto Scarborough el 2001. Va fer el seu debut com a actor a Men Suddenly in Black (2003) i debut com a director amb Lover's Discourse (2010), compartint el crèdit de direcció amb Jimmy Wan Chi-man. El duet va ser nominat al Premi Cavall d'Or al Millor Director Novell el 2010.
El seu debut com a director en solitari, Soul Mate (2016) va ser elogiat per la crítica, rebent una nominació al Premi de Cinema de Hong Kong a la millor pel·lícula a la 36ns Premis de Cinema de Hong Kong. La seva següent pel·lícula Better Days (2019) va ser la representant de Hong Kong als Premis Oscar i va rebre una nominació a l'Oscar a la millor pel·lícula de parla no anglesa, convertint-se en la primera presentació de Hong Kong dirigida per un nadiu de Hong Kong.

## Primers anys
Derek Tsang és fill de l'actor Eric Tsang i la seva segona dona Rebecca Chu a Hong Kong el 8 de novembre de 1979.
Tsang va descriure la seva educació com a major part de l'atenció pública del seu pare Va dir que el seu pare havia es va traslladar a viure sol quan en Tsang era un nen perquè volia mantenir la seva vida personal separada de la indústria de l'entreteniment, cosa que li va permetre "una educació normal i de classe mitjana". Tsang va viure amb la seva mare, l'àvia i el germà petit Mark a Mei Foo Sun Chuen abans que la família, llevat el seu pare, es traslladés al Canadà quan Tsang tenia 11 anys. Tsang es va llicenciar en sociologia a la Universitat de Toronto Scarborough el 2001.

## Carrera
Després de graduar-se, es va traslladar de nou a Hong Kong, on el seu pare va fer que treballés amb el director Peter Chan Ho-Sun. Allà va conèixer el productor Jojo Hui i el director Jimmy Wan Chi-man, tots dos col·laboradors habituals de Tsang.
Tot i no seguir una carrera d'actor, Tsang ha tingut una varietat de papers d'actor des de l'inici de la seva carrera, que va atribuir a altres actors que no volien ser encasellat en papers amb característiques poc afavoridores. Va fer el seu debut a la pantalla a Men Suddenly in Black (2003), fent un cameo com la versió més jove del personatge del seu pare. Allà va conèixer el director Pang Ho-cheung, amb qui Tsang col·laboraria més tard en diversos projectes.
Tsang va fer el seu debut com a director en solitari amb Soul Mate (2016). Posteriorment va ser nominat als premis al millor director en diverses cerimònies de premis cinematogràfics, com ara els 36ns Premis de Cinema de Hong Kong i els 53ns Premis Cavall Daurat.
La seva següent pel·lícula, Better Days (2019), va guanyar vuit de 12 categories als 39ns Premis de Cinema de Hong Kong, inclosos els de millor pel·lícula i millor director. La pel·lícula va ser escollida posteriorment com a entrada oficial per a Hong Kong a la millor pel·lícula internacional als Premis Oscar de 2020. Va ser preseleccionat però va perdre davant Una altra ronda de Dinamarca. Va ser el primer director natiu de Hong Kong en la categoria.

## Realització cinematogràfica
Tsang va dir que les seves influències es deriven principalment del cinema art, amb influències primerenques del director Wong Kar-wai i de la Nouvelle vague, a diferència de les obres del seu pare Eric Tsang, que consistien principalment en comèdies populars. Agraeix que la seva germanastra Bowie Tsang li va ensenyar sobre cinema i literatura.

## Vida personal
Tsang es va casar amb l'actriu Venus Wong el 2019. Ha expressat la seva reticència a dirigir Wong a causa de la percepció negativa del nepotisme.

## Filmografia
com a director
- Lover's Discourse (2010)
- Lacuna (2012)
- Soul Mate (2016)
- Better Days (2019)

com a actor
- The Strangled Truth (2019)
- Missbehavior (2019)
- The Brink (2017)
- Love Off the Cuff (2017)
- S Storm (2016)
- Robbery (2016)
- From Vegas to Macau III (2016)
- From Vegas to Macau II (2015)
- Zombie Fight Club (2014)
- Z Storm (2014)
- Naked Ambition 2 (2014)
- Golden Chicken 3 (2014)
- Streets of Macao (2014)
- SDU: Sex Duties Unit (2013)
- My Sassy Hubby (2012)
- Triad (2012)
- Love in the Buff (2012)
- The Thieves (2012)
- Girl$ (2010)
- Once a Gangster (2010)
- Dream Home (2010)
- Ex (2010) - Sol
- Claustrophobia (2008) - John
- Ocean Flame (2008)
- Scare 2 Die (2008)
- Run Papa Run (2008) - Chicken
- Tactical Unit: No Way Out (2008)
- Simply Actors (2007) - Netejador de finestres
- Single Blog (2007) - Woody
- Dragon Boys' (2007) - Fox Boy (minisèrie canadenca)
- My Name Is Fame (2006)
- On the Edge (2006) - Mini B
- Midnight Running (2006) - Peter
- The Third Eye (2006) - Gum
- Without Words (2006) - Michael
- Isabella (2006) - Fai
- Cocktail (2006) - Kuen
- A.V. (2005) - Band-Aid
- It Had to Be You! (2005)
- The Eye 2 (2004) - Joey's co-worker
- The Park (2003) (com Derek Tsang) - Dan
- Men Suddenly in Black (2003) - jove Tin

## Premis i nominacions
| Any  | Premi                                     | Categoria                                        | Obra nominada     | Resultat  |
| ---- | ----------------------------------------- | ------------------------------------------------ | ----------------- | --------- |
| 2010 | 47ns Premis Cavall Daurats                | Millor Nou Director                              | Lover's Discourse | Nominat   |
| 2016 | 53ns Premis Cavall Daurats                | Millor director                                  | Soul Mate         | Nominat   |
| 2017 | 11ns Asian Film Awards                    | Millor Director                                  | Soul Mate         | Nominat   |
| 2017 | 36ns Premis de Cinema de Hong Kong        | Millor Director                                  | Soul Mate         | Nominat   |
| 2017 | 36ns Premis de Cinema de Hong Kong        | Millor director novell                           | Soul Mate         | Nominat   |
| 2017 | 8ns China Film Director's Guild Awards    | Millor director Hong Kong / Taiwan Director      | Soul Mate         | Guanyador |
| 2017 | 31ns Premis Golden Rooster                | Millor debut com a director                      | Soul Mate         | Nominat   |
| 2020 | 39ns Premis de Cinema de Hong Kong        | Millor Director                                  | Better Days       | Guanyador |
| 2020 | 26th Hong Kong Film Critics Society Award | Millor Director                                  | Better Days       | Guanyador |
| 2020 | 11ns China Film Director's Guild Awards   | Millor director Hong Kong / Taiwan               | Better Days       | Guanyador |
| 2021 | Premis Oscar del 2020                     | Oscar a la millor pel·lícula de parla no anglesa | Better Days       | Nominat   |